# Лютий 2020
Лютий 2020 — другий місяць 2020 року, що розпочався в суботу 1 лютого та закінчився в суботу 29 лютого.

## Події
- 2 лютого
  - На Відкритому чемпіонаті Австралії з тенісу серб Новак Джокович восьмий раз став переможцем серед чоловіків, американка Софія Кенін вперше перемогла серед жінок[1].
  - Українська режисерка Ірина Цілик отримала нагороду американського кінофестивалю «Санденс» за найкращу режисерську роботу за документальну стрічку «Земля блакитна, ніби апельсин»[2].
  - У Лондоні відбулося вручення нагород BAFTA за 2019 рік. Найкращим визнано фільм 1917 режисера Сема Мендеса.
- 3 лютого
  - Каратистка Анжеліка Терлюга визнана в Україні найкращою спортсменкою січня 2020 року, її наставник Денис Морозов — найкращим тренером місяця[3].
- 4 лютого
  - Спалах коронавірусу 2019-nCoV: на круїзному лайнері Diamond Princess, що перебував біля берегів Японії, у 10 пасажирів діагностовано коронавірус 2019-nCoV. Лайнер із 3700 пасажирами та членами екіпажу залишено на карантин у порту м. Йокогама.[4]
- 5 лютого
  - Сенат США не підтримав імпічмент Дональда Трампа за обома статтями[5].
  - На стамбульському летовищі Сабіха Гекчен зазнав катастрофи літак рейсу 2193 компанії Pegasus Airlines, що викотився за межі злітно-посадкової смуги. Загинуло щонайменше троє осіб, 179 отримали поранення[6].
  - У результаті сходження снігових лавин[en] у Туреччині загинула 41 людина[7].
- 6 лютого
  - Громадянська війна в Сирії: попри дзвінок Реджепа Ердогана Володимиру Путіну, сирійська армія продовжує наступ у провінції Ідліб, зайняла місто Саракіб, і погрожує атакувати турецькі війська[8].
  - Корабель Союз МС-13 із трьома космонавтами на борту (Олександр Скворцов, Крістіна Кох та Лука Пармітано) успішно повернувся на Землю. Американка Крістіна Кох встановила новий рекорд тривалості перебування в космосі серед жінок, що становить 328 днів.[9]
- 7 лютого
  - У результаті зіткнень на міжетнічному ґрунті у селі Масанчі Кордайського району Жамбильської області Казахстану 8 людей загинуло, 40 отримало поранення, спалено 30 будинків та 23 автомоблія.[10]
- 8 лютого
  - У результаті стрілянини в Накхонратчасімі (Таїланд) щонайменше 27 людей загинуло, ще понад 60 отримали поранення[11].
- 9 лютого
  - Відбулася церемонія нагородження володарів кінопремії «Оскар» за 2019 рік. Найкращим фільмом визнано «Паразити» режисера Пон Джун Хо, найкращими акторами — Хоакін Фенікс («Джокер») та Рене Зеллвегер («Джуді»)[12]; вперше гостей церемонії пригощали переважно веганською їжею.[13][14]
- 10 лютого
  - Здійснено запуск космічного апарата Solar Orbiter для дослідження Сонця, який розроблено Європейським космічним агентством[15].
- 11 лютого
  - Спалах коронавірусу 2019-nCoV: вірус поширився на 24 країни світу, кількість смертей досягла 1018, хворих — 43100[16].
- 16 лютого
  - На Чемпіонаті Європи з боротьби, що проходив в Італії, найбільшу кількість нагород здобули спортсмени з Російської Федерації. Українські борці в загальнокомандному медальному заліку на 4-му місці.
- 17 лютого
  - В Австралії пройшли випробування електричного безпілотного літака PHASA-35, що зможе рік літати без посадки[17].
- 18 лютого
  - Зранку окупаційні війська провели масштабну атаку на позиції підрозділів Об'єднаних сил поблизу населених пунктів Новотошківське, Оріхове, Кримське, Хутір Вільний. Україна зазнала втрат[18].
  - Апеляційний суд Гааги зобов'язав Росію виплатити 50 млрд доларів за позовом колишніх акціонерів ЮКОСа, що стало найбільшою компенсацією в історії міжнародного арбітражу.[19]
- 20 лютого
  - У результаті протестів у Нових Санжарах проти прибулих евакуйованих із Китаю було пошкоджено автобуси, травм зазнали 10 чоловік.[20]
- 22 лютого
  - У фіналі національного відбору до пісенного конкурсу Євробачення 2020 від України переміг гурт «Go_A» з піснею українською мовою «Соловей»[21].
  - Спалах коронавірусу 2019-nCoV: через значний ріст інфікованих коронавірусом і смерть двох чоловік, Італія оголосила карантин в кількох містах[22].
- 23 лютого
  - На Чемпіонаті світу з біатлону збірна Норвегії завоювала 6 з 12 золотих нагород; Марте Ольсбу-Рейселанн стала 5-разовою чемпионкою.
- 24 лютого
  - Колишній американський продюсер Гарві Вайнштайн був оголошений винним у двох сексуальних злочинах [23].
- 27 лютого
  - Письменники Тарас Прохасько і Маріанна Кіяновська, журналістка Євгенія Подобна, фотограф Олександр Глядєлов, опера-реквієм «Йов» режисера Влада Троїцького та музичний гурт ДахаБраха стали лауреатами Шевченківської премії 2020 року.[24]
  - Інтервенція Росії в Сирію: у результаті авіаудару Росії у Сирії загинул 33 турецькі військовослужбовці[25].
  - Спалах коронавірусу 2019-nCoV: в Італії в українки діагностували коронавірус[26][27].
- 28 лютого
  - Фінансові ринки обвалилися найбільше з часів кризи 2008 року[28]